# Bob Drake
Bob Drake, ameriški dirkač Formule 1, * 14. september 1919, San Francisco, Kalifornija ZDA, † 18. april 1990, Woodland Hills, Los Angeles, Kalifornija, ZDA.

## Življenjepis
V svoji karieri je nastopil le na domači dirki za Veliko nagrado ZDA v sezoni 1960, kjer je z dirkalnikom Maserati 250F zasedel trinajsto mesto z več kot sedmimi krogi zaostanka za zmagovalcem. Umrl je leta 1990.

## Popolni rezultati Formule 1
(legenda) (odebeljene dirke pomenijo najboljši štartni položaj, poševne pa najhitrejši krog, †-uvrščen kljub odstopu)
| Leto | Moštvo    | Šasija        | Motor               | 1   | 2   | 3   | 4   | 5   | 6   | 7  | 8   | 9   | 10     | Prv | Toč |
| ---- | --------- | ------------- | ------------------- | --- | --- | --- | --- | --- | --- | -- | --- | --- | ------ | --- | --- |
| 1960 | Joe Lubin | Maserati 250F | Maserati Straight-6 | ARG | MON | 500 | NIZ | BEL | FRA | VB | POR | ITA | ZDA 13 | -   | 0   |